# Giorgia Fiorio

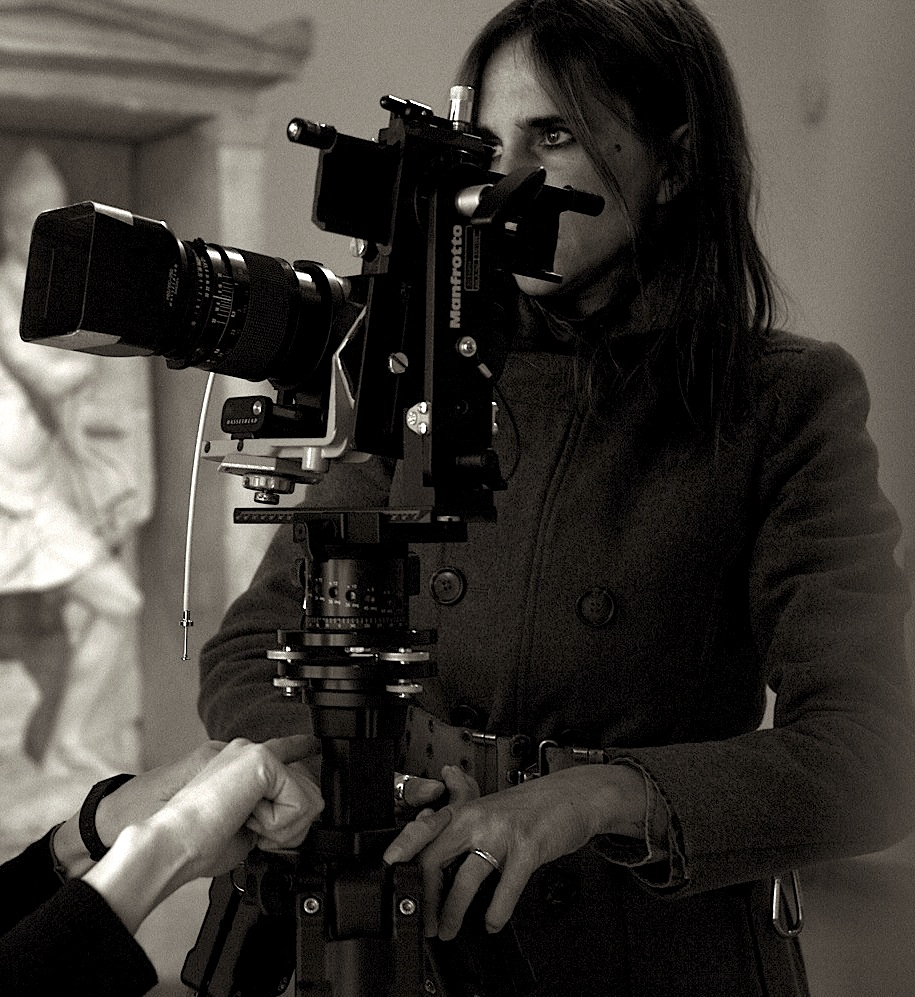
Giorgia Fiorio ad Atene, foto di Stefanos Tsakiris

Giorgia Fiorio (Torino, 23 luglio 1967) è una fotografa e cantante italiana.

## Biografia

### Gli inizi: cantante e attrice (1982-1988)

Giorgia Fiorio a inizio anni '80, come cantante.

Figlia del dirigente sportivo Cesare e sorella del pilota di rally Alex, esordisce in ambito musicale nel 1982, venendo scelta per partecipare a Sanremo 1983 con il brano Avrò (che otterrà un buon successo commerciale) e a Sanremo 1984 con il brano Se ti spogli (di minor successo); nelle sue canzoni si distingue per la sua voce roca e per i testi giovanili, ma allo stesso tempo intensi.
Nel frattempo, ottiene anche delle parti in alcuni film di successo dell'epoca, come Sapore di mare (1983) di Carlo Vanzina, Sapore di mare 2 di Bruno Cortini e Yesterday - Vacanze al mare (1985) di Claudio Risi.
Ritorna a Sanremo 1988 con la canzone Io con te, il cui insuccesso la spinge ad abbandonare il mondo musicale.

### L'attività di fotografa (dal 1990)
A fine anni '80 decide di volersi dedicare alla fotografia. Dopo aver frequentato l'International Center of Photography a New York, inizia a dedicarsi a una serie di monografie fotografiche che la portano a essere nominata nel 1997 Documentary Photographer of the Year dal magazine American Photography.
Sviluppa dal 1990 una ricerca intorno alla figura umana con 12 monografie fotografiche. Tra il 1999 e il 2000 il progetto Uomini esplora le comunità chiuse maschili nella società occidentale. Il libro Il Dono ha ricevuto il Patrocinio dell’UNESCO nel 2009. Dal 2010, il progetto in corso Humanum, riconsidera la figurazione umana nella statuaria arcaica nella percezione del nostro tempo. I lavori di questo progetto sono sinora stati realizzati al National Archaeological Museum e all’Acropolis Museum di Atene, al Musée du Louvre di Parigi, all'Iraq Museum di Baghdad, al Kunsthistorisches Museum di Vienna ed al National Archaeological Museum di Cipro.

#### Trasmissione
Fondatrice e direttore artistico con Gabriel Bauret dal 2002 al 2013 del seminario internazionale di fotografia Reflexions Masterclass; docente dell’International Centre of Photography di New York dal 2007 al 2014; Master del World Press Photo nel 2009; dal 2016 Fiorio è Professionista Affiliato dell’Istituto di Tecnologia, Informazione, Comunicazione e Percezione della Scuola Superiore Sant'Anna di Pisa. Il progetto The Lady of Warka and the Archaeology of Meanings, presentato con la direzione scientifica di Lucio Milano dell’Università Ca’ Foscari di Venezia all’Iraq Museum di Baghdad nel 2017, ha ricevuto il patrocinio del Ministero dei Beni e delle Attività Culturali e del Ministero degli Affari Esteri. La conferenza di presentazione del progetto all’Università di Ca’ Foscari: The Lady of Warka all’Iraq Museum ha ricevuto nel 2016 il patrocinio della Commissione Nazionale Italiana per l’UNESCO.

#### Attività espositiva
I suoi lavori fotografici sono stati esposti in vari musei e palazzi d'arte: C/O Berlin; Istituto Nazionale per la Grafica a Palazzo Poli; Maison Européenne de la Photographie di Parigi; Rencontres d’Arles; Museo d'arte contemporanea del Castello di Rivoli; Nordic Light Festival Photography di Kristiansund in Norvegia; Museo Poldi Pezzoli di Milano; Biennale d’Arte di Venezia, Padiglione Italia (2013 e 2015) e Palazzo Fortuny, 2016; Iraq Museum di Baghdad (2017-2018); Biennale dell’Institut du monde arabe di Parigi (2019) e Palazzo Borghese presso la Galleria del Cembalo di Roma.
Nel 2007 ha partecipato alla Giuria "Orizzonti" della 64ª Mostra del Cinema di Venezia presieduta da Gregg Araki.

## Vita privata
Vive a Venezia.

## Pubblicazioni fotografiche
Oltre alle pubblicazioni nei magazine e online in Frontiers in Phycology in Cognitive Science The Ontology of Vision. The Invisible Consciousness of Living Matter.

### Monografie
| Anno | Titolo                                      | Editore                            | Note |
| ---- | ------------------------------------------- | ---------------------------------- | --- |
| 1993 | Soldati                                     | Contrasto (Milano)                 | Monografia |
| 1995 | Des Russes                                  | Éditions de l’Imprimeur (Besançon) | Monografia, in collaborazione con Christian Caujolle |
| 1995 | Legio Patria Nostra                         | Éditions Marval (Paris)            | Monografia |
| 1997 | Etre Torero                                 | Éditions Marval (Paris)            | Monografia |
| 1999 | American Firemen                            | Éditions Marval (Paris)            | Monografia |
| 1999 | Boxin' (USA)                                | Éditions Marval (Paris)            | Monografia |
| 1999 | Hommes de la Mer                            | Éditions Marval (Paris)            | Monografia |
| 2003 | Des Hommes                                  | Éditions Marval (Paris)            | Monografia |
| 2003 | Uomini                                      | Federico Motta (Milano)            | Monografia |
| 2005 | Figura Humana                               | Edition Braus (Berlin)             | Monografia |
| 2009 | Le Don                                      | Éditions Actes Sud                 | Monografia |
| 2009 | Il Dono                                     | Peliti Associati Editore           | Monografia; edizione Italia |
| 2009 | Rituale                                     | Edition Braus (Berlin)             | Monografia; edizione Germania |
| 2009 | Το Δόρο                                     | Apeiron, Athens                    | Monografia; edizione Grecia |
| 2009 | Sotto Il Cielo                              | Motta/Il Sole 24 Ore Editore       | Monografia |

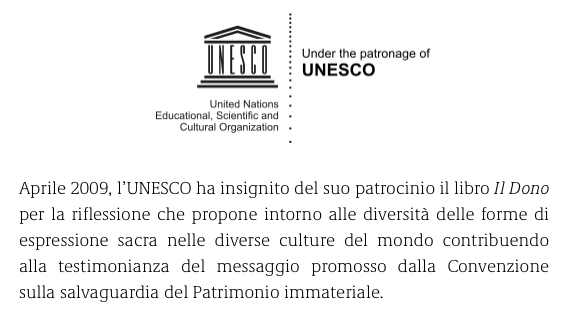

| 2012 | Reflexions Masterclass 10 Years Photography | De Agostini (Italia)               | Monografia; direzione artistica ed editoriale in collaborazione Gabriel Bauret; testi di: Gabriel Bauret; Martin Bethnaud;Regis Debray; Giorgia Fiorio; Carlo Ossola; Benoit Rivero; Victor I. Stoichita |
| 2013 | Figuræ                                      | Éditions Actes Sud                 | Monografia |
| 2013 | Figuræ                                      | Marsilio Editori (Venezia)         | Monografia |
| 2020 | Maestri di Fotografia Giorgia Fiorio        | GEDI Gruppo Editoriale             | Monografia; testi di: Michele Smargiassi; Alessia Tagliaventi |

### Lavori Istituzionali
- 1995 - Fiat EU Security System Corporate Campaign;
- 2004 - Piemonte, una definizione fotografica, esposizione, Museo d’Arte Contemporanea Castello di Rivoli libro Agarttha Arte;[17]
- 2006 - Hérmes International; Paris Calendar;
- 2007 - Novartis International, Basel CH, Annual Report Book Annual Report Novartis International By Giorgia Fiorio;[27]
- 2009 - ENI - SNAM Rete Gas Presentazione Mostra e libro Sotto il Cielo al Museo Poldi Pezzoli di Milano;[28]
- 2010 - Confini d’Italia per il Centenario di Confindustria – Triennale Milano.[29]

## Discografia

### Album
- 1984 – Giorgia Fiorio (CGD 15159, Q-Disc)
- 1986 – Giorgia
- 1988 – Prende al cuore

### Singoli
- 1982 – Bimbo / Segreti
- 1983 – Avrò / Segreti
- 1983 – Un'altra estate / Indovinare
- 1984 – Se ti spogli / Bimbo
- 1986 – Pirates of Love/ Take It or Leave It
- 1986 – Tell Me Why / Take It or Leave It
- 1986 – Pirate of love / Pirate of love (instrumental version)
- 1986 – Take it or leave it / Pirate of love (Radio version)
- 1987 – Rock Show / Clip Show
- 1987 – Rock Show / You're the First the Last My Everything
- 1988 – Io con te / Prende al cuore